# Karakol
Karakol (russisch/kirgisisch Каракол, mit der Bedeutung „schwarze Hand“; 1889–1920 und 1939–1991 Prschewalsk) ist eine Stadt von etwa 68.800 Einwohnern in Kirgisistan.
Sie liegt ungefähr 386 km östlich von Bischkek, 5 km südlich des östlichen Endes des Yssyk-Köl-Sees sowie etwa 150 km von der heutigen Grenze zu China entfernt auf einer Seehöhe zwischen 1690 und 1825 m. Sie ist administrative Hauptstadt des Oblus Yssyk-Köl. Karakol ist nicht zu verwechseln mit der weitaus kleineren Stadt Kara-Köl im Oblus Dschalal-Abad. Durch die Stadt fließt der gleichnamige Fluss Karakol.
Nach der Volkszählung 2022 hatte Karakol 66.294 Einwohner.

## Geschichte
Karakol hat aufgrund seiner strategisch wichtigen Lage an einem der Pässe, wo die Seidenstraße über den Tianshan führt, eine lange Geschichte als Handelsplatz. Es war Mitte des 19. Jahrhunderts neben Buchara und Samarkand wichtiger Handelsplatz in Kirgisistan.
Zu Beginn des 19. Jahrhunderts dehnte sich das Khanat Kokand bis zum Yssyk-Köl aus. Die kirgisischen Stammesführer konnten dem militärisch stärkeren Khanat keinen Widerstand leisten und suchten deshalb Hilfe bei den kasachischen Stämmen, den Russen und den Chinesen. Das russische Militär konnte bei der Expansion des Zarenreiches in Zentralasien die Region um den Yssyk-Köl erst spät unter ihre Kontrolle bringen. Im Jahre 1869 wurde Karakol zu einem russischen Verwaltungszentrum mit Stützpunkt der Kosaken. Für die Kosaken wurde die Kathedrale der heiligen Dreifaltigkeit errichtet. Die Stadt selbst wurde am 1. Juli 1869 gegründet und entwickelte sich, als Forschungsreisende in die Gegend kamen, um die Gebirgsregion zwischen China und Kirgisistan zu erforschen. Nach 1877 wuchs die Stadt schnell, vor allem, weil chinesische Muslime (Dunganen) auf der Flucht vor religiöser Verfolgung aus der naheliegenden chinesischen Region Sinkiang in die Stadt kamen. Hier errichteten sie die dunganische Moschee Karakol ganz aus Holz, angeblich ohne einen Nagel zu verwenden.

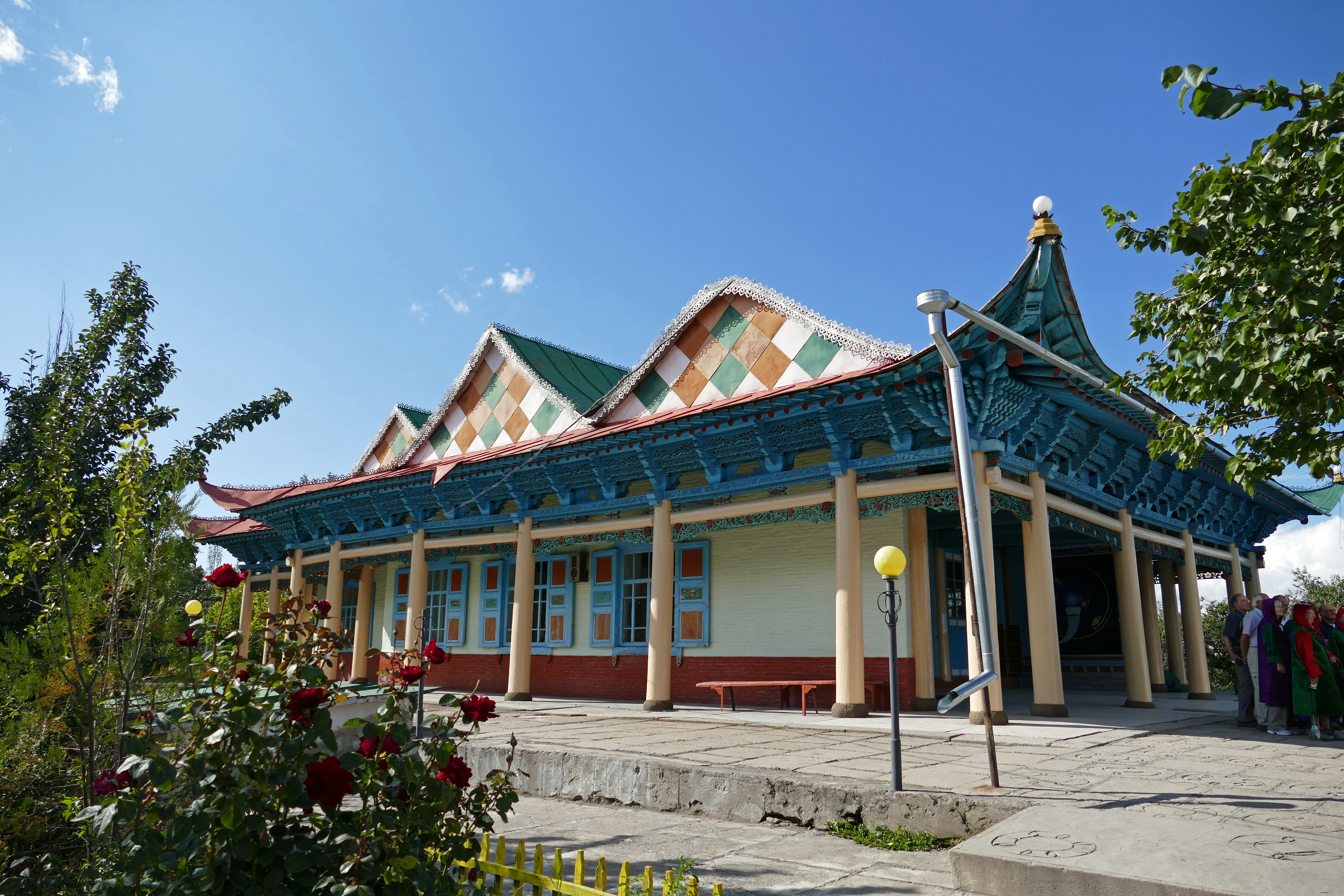
Dunganen-Moschee, errichtet 1907–1910

1888, als der russische Militär und Geograph Nikolai Prschewalski während der Vorbereitungen zu einer Forschungsreise nach Tibet in Karakol an Typhus gestorben und dort begraben worden war, wurde die Stadt zu seiner Ehre in Prschewalsk umbenannt. Nach örtlichen Protesten wurde sie 1920 wieder in Karakol umbenannt, dann aber bereits 1939 wiederum in Prschewalsk. Erst 1991, nach der Unabhängigkeit Kirgisistans, erhielt die Stadt den ursprünglichen Namen Karakol zurück.
Zu Beginn des 20. Jahrhunderts kam es zu einem Zustrom russischer Siedler, erste Schulen und andere öffentliche Gebäude wurden eröffnet. Nach der Gründung der Sowjetunion dauerte es wiederum lange, bis die sowjetische Kontrolle über die Region hergestellt werden konnte, danach wurden zahlreiche Investitionen in die wirtschaftliche Entwicklung getätigt, unter anderen wurde 1934 der Flughafen Karakol gebaut. Im Jahre 1939 wurde das Oblus Yssyk-Köl eingerichtet, Karakol wurde zu dessen Zentrum erhoben, Grenztruppen wurden stationiert. Im Jahre 1940 wurde die Staatliche Yssyk-Köl-Universität gegründet.
Die Bevölkerungszählung von 1979 ergab 50.800 Einwohner, die Zählung 1999 ergab 65.400 Einwohner. In Karakol leben vor allem Kirgisen und kleinere Gruppen von Russen, Ukrainern und Dunganen.

## Wirtschaft
Heute lebt Karakol vor allem von Handel, Leichtindustrie, der Verarbeitung landwirtschaftlicher Produkte und dem Tourismus. Seit 1991 entwickelt sich der Tourismus aufgrund von Reisenden, die die Seidenstraße von Turpan in Richtung Bischkek fahren. Im Jahre 1996 wurde eine Freie Wirtschaftszone eingerichtet. Ein Handelsumschlagplatz ist der Viehmarkt von Karakol.

### Verkehr
Karakol liegt an der Nationalstraße A363, die den Issyk-Kul-See umrundet und die Stadt unter anderem mit Balyktschy und Tscholpon-Ata verbindet.
Die Stadt besitzt einen internationalen Flughafen. Von dort werden Flüge nach Almaty und Bischkek angeboten.

## Sehenswürdigkeiten

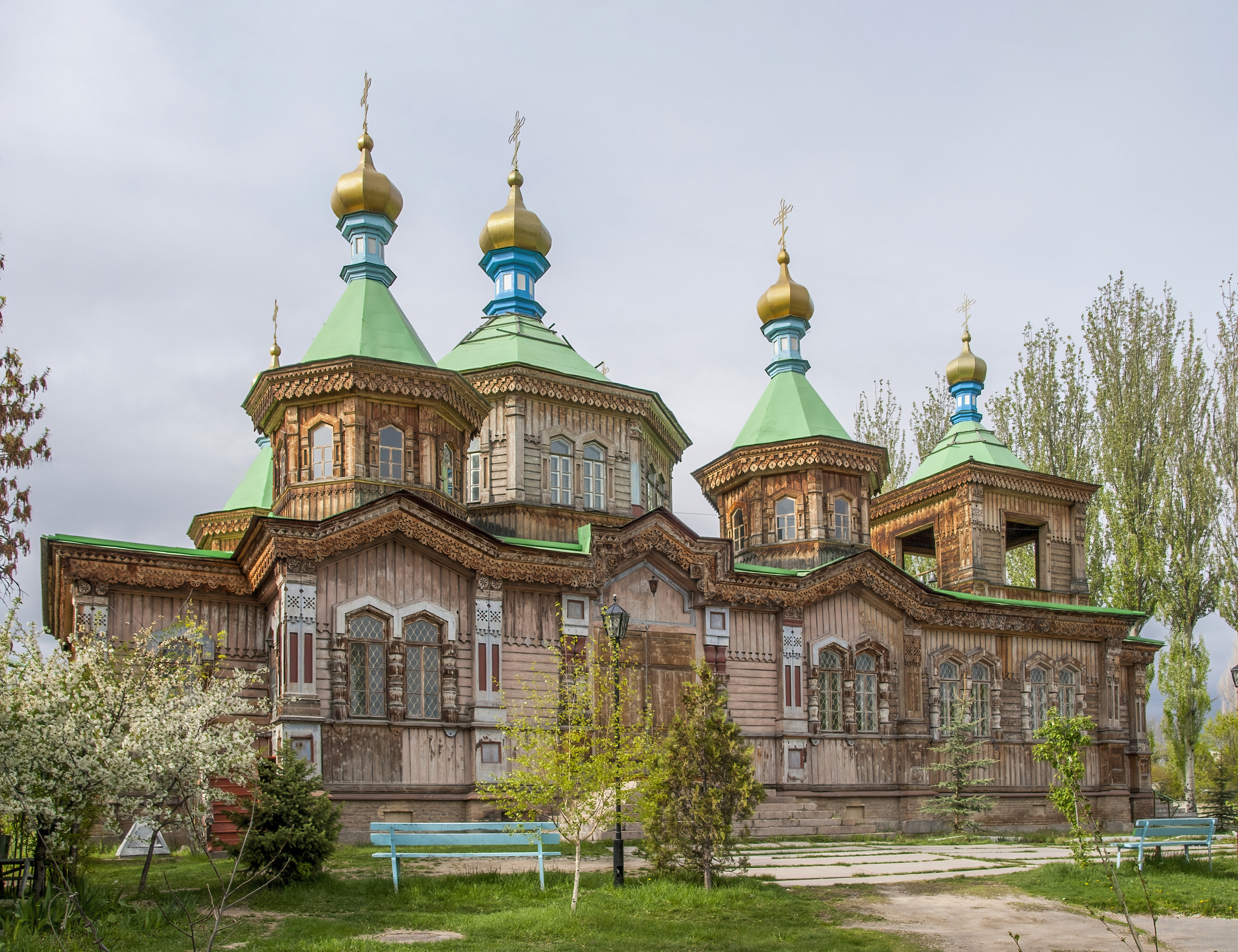
Russisch-orthodoxe Kirche, errichtet 1895

Prschewalskis Grab und das Prschewalski-Museum befinden sich etwa 12 km nordwestlich von Karakol in Pristan-Prschewalski, in einem Gedenkpark am Ufer eines Arms des Yssyk-Köl-Sees, wo die sowjetische Marine ihre geheimen Torpedotests durchführte und die russische Marine heute eine Testbasis zur U-Boot-Jagd betreibt. Sven Hedin besuchte das Grab im Jahr 1891.
An Sehenswürdigkeiten bietet die Stadt eine hölzerne Moschee, die von chinesischen Facharbeitern und ortsansässigen Dunganen zwischen 1907 und 1910 für die örtlichen Dunganen vollständig ohne metallene Nägel errichtet wurde, und eine ebenfalls hölzerne orthodoxe Kirche von 1895, die während der Sowjetzeit als Klub und Warenlager benutzt und danach restauriert wurde und heute wieder in Gebrauch ist.
Touristisch ist Karakol als Ausgangspunkt für Trekkingtouren und für Bergsteiger von Interesse, die die Berge des Tianshan zum Ziel haben. In der Nähe der Stadt verläuft der „Kyrgyzstan Trail“, ein 2007 neu konzipierter Fernwanderweg, der die Gebirgsketten der Yssyk-Köl-Region in Kirgisistan erschließt und miteinander verbindet.
Auch der Viehmarkt von Karakol hat neben seiner ökonomischen Bedeutung für die Stadt inzwischen auch eine touristische Relevanz als beliebte Station für Reisende in der Region.

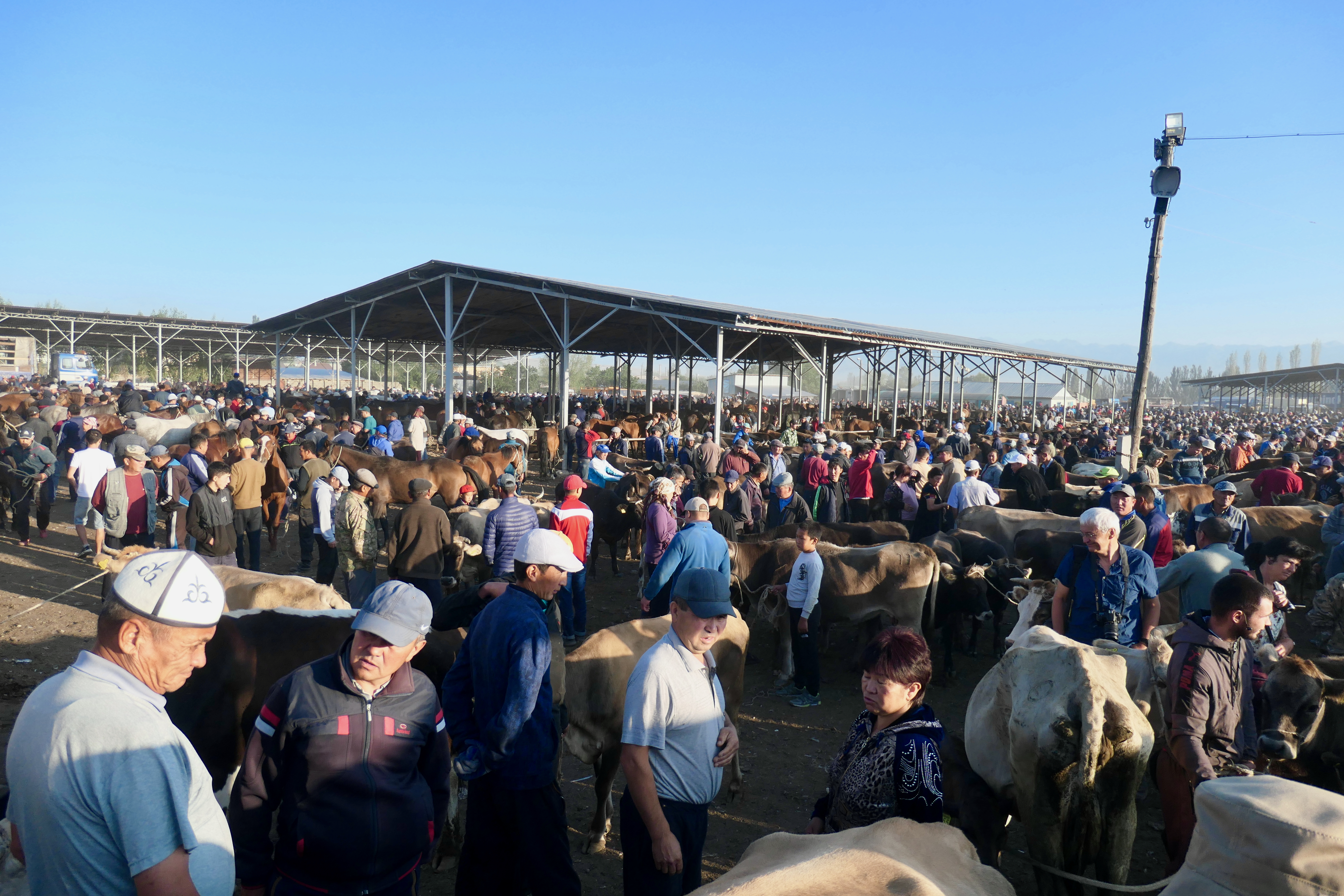
Blick auf den Viehmarkt von Karakol

## Söhne und Töchter der Stadt
- Marlen Spindler (1931–2003), russischer Nonkonformist
- Rosa Utschkempirowa (* 1943), Wirtschaftswissenschaftlerin und Politikberaterin
- Jelena Proskurakowa (* 1985), Judoka
- Wiktorija Poljudina (* 1989), Mittel- und Langstreckenläuferin
- Maxim Gordejew (* 1995), Skirennläufer
- Darja Maslowa (* 1995), Leichtathletin

## Ehrenbürger
- Werner Freund (1933–2014), deutscher Wolfsforscher[7]

## Galerie

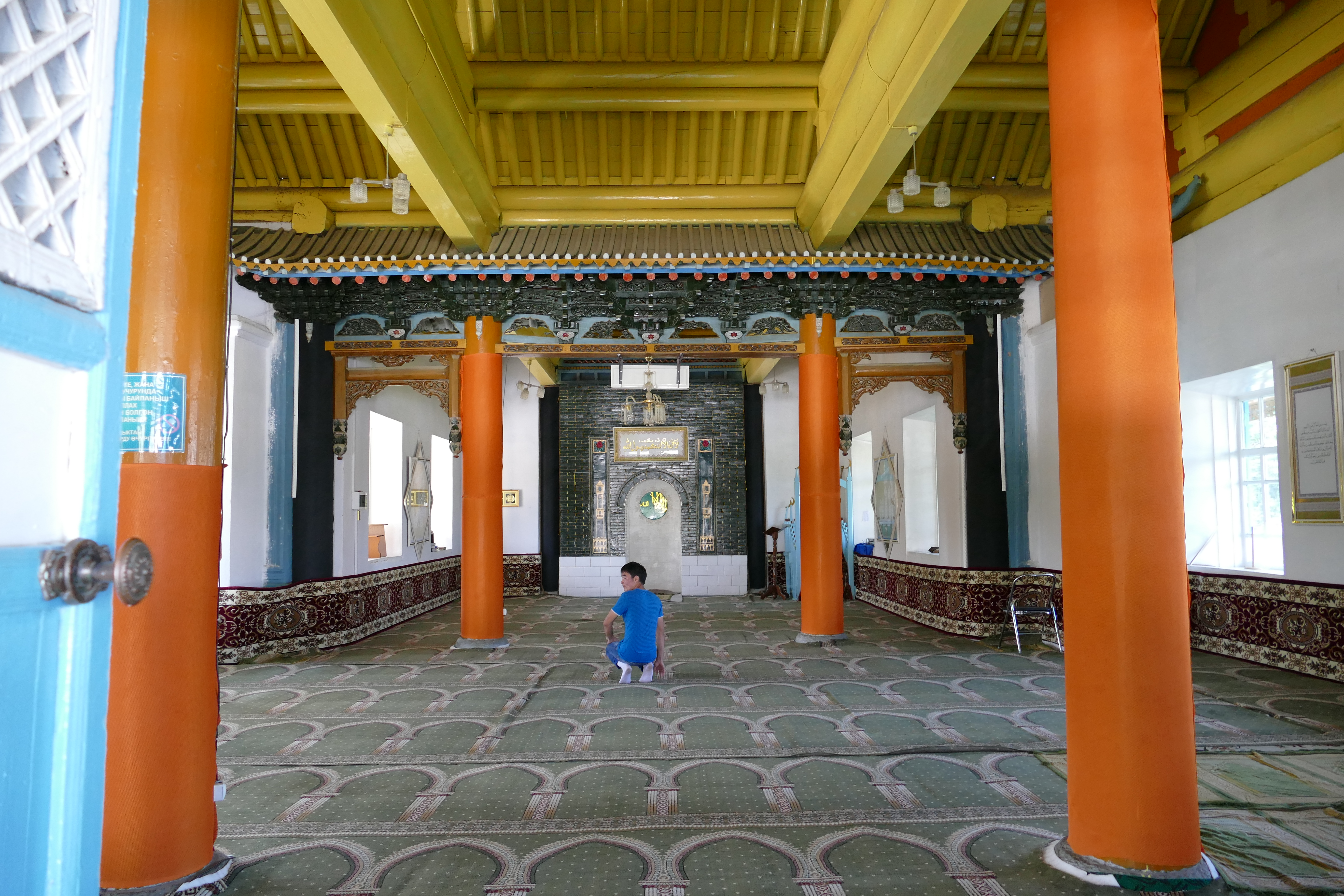
Inneres der Dunganenmoschee
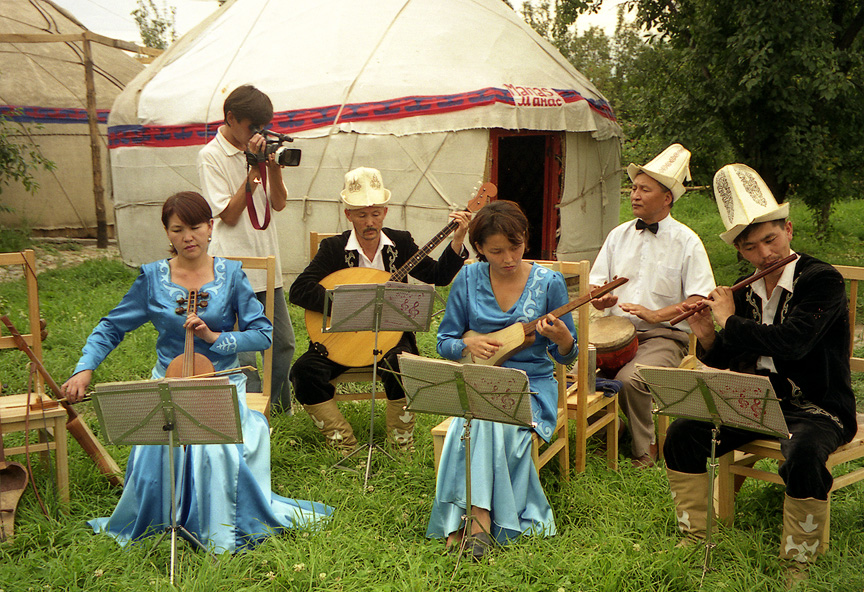
Traditionelle Musiker in Karakol
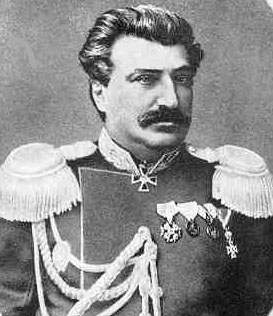
Nikolai M. Prschewalski, 1888 in Karakol verstorben